# Medurat Hashevet
Pour plus de détails, voir Fiche technique et Distribution.
Medurat Hashevet (מדורת השבט) est un film israélien réalisé par Joseph Cedar, sorti en 2004.

## Fiche technique
- Titre original : מדורת השבט, Medurat Hashevet (litt. « le feu de camp tribal »)
- Réalisation : Joseph Cedar
- Scénario : Joseph Cedar
- Pays d'origine : Israël
- Genre : drame
- Date de sortie : 2004

## Distribution
- Michaela Eshet : Rachel Gerlik
- Hani Furstenberg : Tami Gerlik
- Moshe Ivgy : Yossi
- Maya Maron : Esti
- Assi Dayan : Motkeh
- Oshri Cohen : Rafi
- Yehoram Gaon : Moshe Weinstock
- Yehuda Levi : Yoel